# Altica caurina
Altica caurina är en skalbaggsart som beskrevs av Blake 1936. Altica caurina ingår i släktet Altica och familjen bladbaggar. Inga underarter finns listade i Catalogue of Life.